# Sibel Şimşek
Sibel Şimşek (* 10. Oktober 1984 in Osmancık) ist eine türkische Gewichtheberin. Sie ist dreifache Europameisterin.

## Werdegang
Sibel Şimşek begann im Alter von 12 Jahren mit dem Gewichtheben. Sie ist Mitglied des Sportclubs Kocaeli Büyükşehir Belediyesi Kağit Spor Kulübü. Ihr Trainer ist Mehmet Üstündağ. Bei einer Größe von 1,70 Metern ist sie für die Gewichtsklassen, in denen sie bisher an den Start ging, relativ groß. Dadurch wirken ihre Hebungen aber besonders elegant.
Die Erfolge von Sibel Şimşek begannen bereits im Jahre 1999, wo sie bei zwei Junioren-Europameisterschaften (U 17, U 20) jeweils Medaillen gewann. Eine weitere Medaille bei einer Junioren-Europameisterschaft gewann sie 2002 in Nuoro, Italien, wo sie in der Gewichtsklasse bis 69 kg mit 215 kg (97,5–117,5) den 2. Platz hinter Sarema Kassajewa, Russland, die 230 kg (100–130) erzielte, belegte.
Bereits im Jahre 2001 war sie bei der Europameisterschaft der Seniorinnen in Trenčín am Start und belegte in der Gewichtsklasse bis 63 kg mit 190 kg (85–105) den 10. Platz. Den gleichen Platz belegte sie auch bei der Weltmeisterschaft des gleichen Jahres in Antalya. Dort steigerte sie aber ihre Leistung in der Gewichtsklasse bis 69 kg Körpergewicht im Zweikampf auf 212,5 kg (97,5–115). Bei beiden Wettkämpfen siegte die Russin Walentina Popowa, die einige Zeit später mehrmals des Dopings überführt wurde und als Wiederholungstäterin mit einer lebenslangen Sperre belegt wurde.
Im Jahre 2002 startete Sibel Şimşek bei der Weltmeisterschaft in Havířov in der Gewichtsklasse bis 69 kg Körpergewicht. Sie erzielte dort 227,5 kg (102,5–125) und belegte damit hinter der Chinesin Liu Chunhong, 255 kg, Tulia Angela Medina, Kolumbien, 232,5 kg u. R. Nahla Mohamed, Ägypten, 230 kg, den 4. Platz. In den Einzeldisziplinen gewann sie mit ihren Leistungen aber jeweils eine Bronzemedaille.
Bei der Europameisterschaft 2003 in Loutraki schaffte Sibel Şimşek in der Klasse bis 69 kg Körpergewicht 232,5 kg (105–127,5) und wurde damit 4. Siegerin hinter Walentina Popowa, 245 kg u. Milena Trendafilowa, Bulgarien, 237,5 kg, die wie Popowa kurz nach dieser Meisterschaft als Dopingsünderin aufflog und Sarema Kassajewa, 235 kg. Bei der Weltmeisterschaft 2003 in Hermosillo, Mexiko, gelang ihr dann mit 230 kg (100–130) der Gewinn der WM-Bronzemedaille hinter der Ägypterin R. Nahla Mohamed, 262,5 kg (115–147,5), die kurz nach dieser Meisterschaft ebenfalls wegen Dopings suspendiert werden musste und Liu Chunhong, China, 260 kg.
2004 gelang Sibel Şimşek dann der erste ganz große Erfolg in ihrer Laufbahn. Sie wurde in Kiew in der Klasse bis 69 kg Körpergewicht mit 247,5 kg (112,5–135) Europameisterin im Zweikampf vor Tatjana Matwejewa, Russland, 245 kg u. Wanda Maslowskaja, Ukraine, die auf 242,5 kg kam. Im Reißen wurde sie mit ihren 112,5 kg ebenfalls Europameisterin. Nach diesem großartigen Erfolg musste sie bei den Olympischen Spielen 2004 in Athen dann auch die Bitternis einer Niederlage kennenlernen, denn sie scheiterte dort im Reißen dreimal an ihrem Anfangsgewicht von 115 kg und schied damit ohne Zweikampfleistung unplatziert aus.
In den Jahren 2005 und 2006 wurde Sibel Şimşek bei keinen internationalen Meisterschaften eingesetzt. Der Grund dafür war, dass sie zusammen mit Aylin Daşdelen und Şule Şahbaz den türkischen Trainer des Frauen-Nationalteams Mehmet Üstündag sexueller Übergriffe beschuldigte. 2006 wurde sie aber türkische Meisterin in der Klasse bis 69 kg Körpergewicht, wobei ihr im Zweikampf 215 kg (100–115) zum Titelgewinn reichten.
Im Jahre 2007 gelang ihr dann bei der Europameisterschaft in Straßburg ein erfolgreiches Comeback. Sie startete dort in der Klasse bis 63 kg Körpergewicht, in der sie ab diesen Meisterschaften blieb und gewann mit 215 kg (98–117) die EM-Silbermedaille hinter Meline Dalusjan aus Armenien, die 243 kg (108–135) erzielte. Bei der Weltmeisterschaft 2007 in Chiangmai, Thailand, steigerte sie sich auf 223 kg (101–122) und erreichte damit den 7. Platz.
Auf den 2. Platz kam Sibel Şimşek auch bei der Europameisterschaft 2008 in Lignano. Sie erzielte dort 226 kg (105–121) und musste sich wieder Meline Dalusjan, 235 kg, geschlagen geben. Bei den Olympischen Spielen dieses Jahres in Peking war sie nicht am Start.
Ihren zweiten Sieg bei einer Europameisterschaft feierte sie dann im Jahre 2009 in Bukarest. Sie siegte dort im Zweikampf bit 236 kg (108–128) vor Ruth Kasirye aus Norwegen, die 231 kg erzielte. Auch im Reißen und Stoßen wurde sie Europameisterin. Bei der Weltmeisterschaft 2009 in Goyang/Südkorea verbesserte sie sich im Zweikampf auf 243 kg (108–135). Sie blieb damit knapp hinter Maija Manesa aus Kasachstan, 246 kg u. Swetlana Zarukajewa aus Russland, 246 kg, gewann aber eine WM-Bronzemedaille im Zweikampf und eine WM-Silbermedaille im Stoßen.
Bei der Europameisterschaft 2010 in Minsk holte sich Sibel Şimşek ihren dritten Europameistertitel im Zweikampf. Sie siegte dort mit 244 kg (110–134) und verwies Swetlana Zarukajewa, 244 (110–130) aufgrund ihres geringeren Körpergewichtes auf den 2. Platz.
Şimşek stand im Aufgebot der türkischen Mannschaft für die Olympischen Sommerspiele 2012, hier gewann sie nachträglich die Bronzemedaille. 2017 wurde jedoch bei einer nachträglichen Analyse festgestellt, dass Şimşek bei den Olympischen Spielen 2012 gedopt war. Das IOC disqualifizierte sie deshalb rückwirkend von den Olympischen Spielen 2012.

## Internationale Erfolge
| Jahr | Platz | Wettbewerb                    | Gewichtsklasse | |
| 1999 | 2.    | Junioren-EM (U 17) in Lignano | bis 70 kg KG   | mit 172,5 kg (75–97,5) hinter Gyöngyi Likerecz, Ungarn, 205 kg u. vor Yvonne Kranz, Deutschland, 160 kg                                                   |
| 1999 | 3.    | Junioren-EM (U 20) in Spała   | bis 63 kg KG   | mit 197,5 (87,5–100), hinter Dominika Mistersaka, Polen, 207,5 kg u. Eszter Krutzler, Ungarn, 197,5 kg                                                    |
| 2000 | unpl. | Junioren-EM in Rijeka         | bis 63 kg KG   | nach 90 kg im Reißen drei Fehlversuche im Stoßen; Siegerin: Eszter Krutzler mit 200 kg                                                                    |
| 2001 | 10.   | EM in Trenčín                 | bis 63 kg KG   | mit 190 kg (85–105); Siegerin: Walentina Popowa, Russland, 230 kg (105–125)                                                                               |
| 2001 | 10.   | WM in Antalya                 | bis 69 kg KG   | mit 212,5 kg (97,5–115); Siegerin: Walentina Popowa, 257,5 kg (115–142,5)                                                                                 |
| 2002 | 2.    | Junioren-EM in Nuoro/Italien  | bis 69 kg KG   | mit 215 kg (97,5–117,5), hinter Sarema Kassajewa, Russland, 230 kg (100–130)                                                                              |
| 2002 | 4.    | WM in Havířov                 | bis 69 kg KG   | mit 227,5 kg (102,5–125), hinter Liu Chunhong, China, 255 kg (107,5–147,5), Tulia Angela Medina, Kolumbien, 232,5 kg u. R. Nahla Mohamed, Ägypten, 230 kg |
| 2002 | 4.    | Universitäten-WM in Izmir     | bis 69 kg KG   | mit 215 kg (100–115), hinter Liu Haixia, China, 242,5 kg, Pawina Thongsuk, Thailand, 235 kg u. Tulia Angela Medina, 230 kg                                |
| 2003 | 4.    | EM in Loutraki                | bis 69 kg KG   | mit 232,5 kg (105–127,5), hinter Walentina Popowa, 245 kg, Milena Trendafilowa, Bulgarien, 237,5 kg u. Sarema Kassajewa, 235 kg                           |
| 2003 | 3.    | WM in Hermosillo/Mexiko       | bis 75 kg KG   | mit 230 kg (100–130), hinter R. Nahla Mohamed, 262,5 kg (115–147,5) u. Liu Chunhong, 260 kg                                                               |
| 2004 | 1.    | EM in Kiew                    | bis 69 kg KG   | mit 247,5 kg (112,5–135), vor Tatjana Matwejewa, Russland, 245 kg (107,5–137,5) u. Wanda Maslowskaja, Ukraine, 242,5 kg (110–132,5)                       |
| 2004 | unpl. | OS in Athen                   | bis 69 kg KG   | nach drei Fehlversuchen im Reißen mit 115 kg; Siegerin: Liu Chunhong, 275 kg, vor Eszter Krutzler, Ungarn, 262,5 kg u. Sarema Kassajewa, 262,5 kg         |
| 2007 | 2.    | EM in Straßburg               | bis 63 kg KG   | mit 215 kg (98–117), hinter Meline Dalusjan, Armenien, 243 kg (108–135)                                                                                   |
| 2007 | 7.    | WM in Chiangmai/Thailand      | bis 63 kg KG   | mit 223 kg (101–122); Siegerin: Liu Haixia, 357 kg vor Swetlana Zarukajewa, Russland, 250 kg                                                              |
| 2008 | 2.    | EM in Lignano                 | bis 63 kg KG   | mit 226 kg (105–121), hinter Meline Dalusjan, 235 kg |
| 2009 | 2.    | Mittelmeer-Spiele in Pescara  | bis 63 kg KG   | mit 218 kg (97–121), hinter Esmat Ahmed, Ägypten, 228 kg, vor Muslime Sunar, Frankreich, 202 kg                                                           |
| 2009 | 1.    | EM in Bukarest                | bis 63 kg KG   | mit 236 kg (108–128), vor Ruth Kasirye, Norwegen, 231 kg u. Swetlana Zarukajewa, 231 kg                                                                   |
| 2009 | 3.    | WM in Goyang/Südkorea         | bis 63 kg KG   | mit 243 kg (108–135), hinter Maija Manesa, Kasachstan, 246 kg (105–141) u. Swetlana Zarukajewa, 246 kg (111–135)                                          |
| 2010 | 1.    | EM in Minsk                   | bis 63 kg KG   | mit 244 kg (110–134), vor Swetlana Zurukajewa, 244 kg (114–130) u. Roxana Cocoș, Rumänien, 229 kg                                                         |

## WM + EM-Einzelmedaillen
- WM-Silbermedaillen: 2009/Stoßen
- WM-Bronzemedaillen: 2002/Reißen – 2002/Stoßen – 2003/Reißen – 2003/Stoßen
- EM-Goldmedaillen: 2004/Reißen – 2009/Reißen – 2009/Stoßen – 2010/Stoßen
- EM-Silbermedaillen: 2004/Stoßen – 2007/Stoßen – 2008/Reißen – 2010/Reißen
- EM-Bronzemedaillen: 2003/Reißen – 2007/Reißen – 2008/Stoßen

## Erläuterungen
- alle Wettkämpfe im Zweikampf, bestehend aus Reißen und Stoßen,
- OS = Olympische Spiele,
- WM = Weltmeisterschaft,
- EM = Europameisterschaft,
- KG = Körpergewicht

## Sonstiges
Şimşek ist in einer kurzen Einstellung im Film Gegen die Wand des deutsch-türkischen Regisseurs Fatih Akın zu sehen.